# Лёвланд, Рольф
Рольф Ундсе́т Лёвланд (норв. Rolf Undsæt Løvland; 19 апреля 1955, Кристиансанн, Норвегия) — норвежский композитор и поэт-песенник.

## Биография и карьера
Рольф Ундсет Лёвланд родился 19 апреля 1955 года в Кристиансанне (Норвегия). Лёвланд был студентом по обмену в Шоуни, штат Оклахома, в течение года в старшей школе.
Вместе с Фионнуалой Шерри, он создал кельтско-нордическую группу «Secret Garden», в которой он был композитором, продюсером и клавишником. Он начал сочинять в раннем возрасте (он сформировал группу в возрасте девяти лет) и рос, учась в Музыкальной консерватории Кристиансанн, а затем получил степень магистра в Норвежском музыкальном институте в Осло. Он наиболее известен тем, что сочинил песню «You Raise Me Up», которая, по словам Рольфа Лёвланда в интервью «Radio Norge» в феврале 2010 года, имеет более 500 кавер-версий.
Лёвланд дважды победил на конкурсе песни «Евровидение», сочинив песни «La det swinge» в 1985 году и «Nocturne» в 1995 году вместе с «Secret Garden», в результате чего Норвегия дважды стала победительницей конкурса. В 2006 году он написал музыку для телевизионного фильма «Стул русалки».
Женат на Кики Лёвланд.